# Paseo de Martiricos
El Paseo de los Martiricos, o simplemente Paseo de Martiricos, es una vía de la ciudad andaluza de Málaga, España. Además da nombre al barrio de Martiricos, entre los barrios de La Rosaleda, La Roca, Arroyo de los Ángeles, La Trinidad y el río Guadalmedina del distrito Palma-Palmilla.

## Origen del nombre
La palabra martiricos que da nombre a esta vía se refiere a los Santos Ciriaco y Paula, naturales de la Malaca romana y declarados mártires de la persecución a los primitivos cristianos en la época del Imperio romano y patronos de Málaga. La tradición señala a este lugar como escenario de su ejecución.

## Descripción
Discurre en dirección Norte-Sur entre las avenidas de Luis Buñuel y del Arroyo de los Ángeles.
La vía comienza en el Sur entre el Puente de Armiñán y los Jardines de la Madre de Petra, cerca del barrio de La Trinidad. Destaca en la acera oriental de la vía la presencia de la Escuela de Educación Infantil de Martiricos, edificio conocido como el Colegio del Mapa por presentar un mapa en relieve a gran escala de la península ibérica, Canarias, Baleares y el Protectorado Español de Marruecos construido en la década de 1920.
Enfrente de ésta se encuentra el antiguo edificio de la Facultad de Ciencias de la Salud de la Universidad de Málaga, que en 2013 se trasladó al Campus Universitario de Teatinos.
La parcela colindante la ocupa el Instituto de Enseñanza Secundaria Nuestra Señora de la Victoria, este edificio alberga la institución docente más antigua de la ciudad (fundada en 1948 en el Convento de los Filipienses). Aquí se conserva un Gabinete de Ciencias Naturales. El edificio es obra del arquitecto Miguel Fisac Serna y consiste en un diseño de módulos enlazados por galerías abiertas construidas en los años 50. El edificio cuenta con una iglesia de diseño curvo y asimétrico.
La Calle Toledo es la única vía que desemboca perpendicularmente en esta vía y lo hace por su lado occidental, frente a ella se encuentra el parque de bomberos y a su lado la Escuela Oficial de Idiomas de Málaga, que ofrece estudios de inglés, francés, alemán, árabe, japonés, chino, portugués, griego y ruso.
La zona norte de la calle alberga un gran llano asfaltado sembrado de eucaliptos que sirvió hasta octubre de 2011 como emplazamiento del mercadillo y rastro todos los domingos, antes de su traslado al Cortijo de Torres, y como aparcamiento. Al otro lado existía una antigua fábrica de Citesa, que ha sido derribada, y donde se construirán dos  edificios de 30 plantas. El proyecto significará una transformación de la calle integrando edificios y zonas verdes en los terrenos de la antigua fábrica de Citesa y la explanada del rastro, cuya ubicación cambiará a la acera de enfrente.
Al final de la calle, tras la Avenida de Luis Buñuel junto al Puente de La Rosaleda y tras un conjunto escultórico de Elena Álvarez Laverón, se encuentra la grada de Gol del estadio La Rosaleda y sede social del Málaga Club de Fútbol. El estadio es obra de José Seguí y fue inaugurado en 2007. Es una moderna instalación que alberga un centro médico privado y la tienda oficial del club. El estadio fue remodelado íntegramente sobre la misma parcela que ocupaba el primer estadio, obra de Fernando Guerrero Strachan y Rosado, inaugurado en 1941 y ampliado en 1955 por Enrique Atencia y nuevamente en 1982 con motivo de la Copa Mundial de Fútbol de 1982 celebrada en España. En sus alrededores se localiza el Centro de Ciencia Principia y el edificio del Diario Sur.